# Академічне веслування на літніх Олімпійських іграх 2016 — четвірки, легка вага (чоловіки)
Змагання з академічного веслування серед четвірок, легка вага (чоловіки) на літніх Олімпійських іграх 2016 пройшли з 6 по 11 серпня в Лагуні Родрігу-ді-Фрейташ. Участь брали 52 спортсмени.

## Призери
| Золото                                                    | Срібло                                                               | Бронза                                                     |
| Швейцарія Маріо Гір Сімон Ніпманн Сімон Шюрх Лукас Трамер | Данія Якоб Барсее Мортен Єргенсен Каспер Вінтер Єргенсен Якоб Ларсен | Франція Томас Барух Тібо Колар Гійом Рено Франк Сольфоросі |

## Рекорди
Станом на 6 серпня 2016 світовий і олімпійський рекорди були такими:
| Світовий рекорд     | Данія | 05:43,160 | Амстердам, Нідерланди               | 29 серпня 2014 |
| Олімпійський рекорд | Данія | 05:47,760 | Пекін, Китайська Народна Республіка | 17 серпня 2008 |

## Розклад
Час місцевий (UTC−3).
| Дата      | Час         | Раунд            |
| --------- | ----------- | ---------------- |
| 6 серпня  | 12:00–12:20 | Попередній етап  |
| 7 серпня  | 10:00       | Відбірковий етап |
| 9 серпня  | 10:50–11:00 | Півфінали        |
| 11 серпня | 09:00       | Фінал B          |
| 11 серпня | 11:00       | Фінал A          |

## Змагання

### Попередній етап
Перші три екіпажи з кожного заїзду безпосередньо проходять до півфіналу змагань. Всі інші екіпажи потрапляють у відбірковий заїзд, де будуть розіграні ще три місця до півфіналу.

#### Заїзд 1
| Місце | Спортсмени                                                                       | Збірна    | Час     |
| ----- | -------------------------------------------------------------------------------- | --------- | ------- |
| 1     | Мартіно Горетті (ITA) Лівіо Ла Падула (ITA) Стефано Оппо (ITA) П'єтро Рута (ITA) | Італія    | 6:03.26 |
| 2     | Цзінь Вей (CHN) Цзао Цзінбінь (CHN) Юй Ченцан (CHN) Ван Тєсінь (CHN)             | КНР       | 6:03.43 |
| 3     | Маріо Гір (SUI) Сімон Ніпманн (SUI) Сімон Шюрх (SUI) Лукас Трамер (SUI)          | Швейцарія | 6:03.52 |
| 4     | Томас Барух (FRA) Тібо Колар (FRA) Гійом Рено (FRA) Франк Сольфоросі (FRA)       | Франція   | 6:07.31 |
| 5     | Іржи Копач (CZE) Ян Ветешнік (CZE) Ондржей Ветешнік (CZE) Мірослав Враштіл (CZE) | Чехія     | 6:39.95 |

#### Заїзд 2
| Місце | Спортсмени                                                                                  | Збірна          | Час     |
| ----- | ------------------------------------------------------------------------------------------- | --------------- | ------- |
| 1     | Якоб Барсее (DEN) Мортен Єргенсен (DEN) Каспер Вінтер Єргенсен (DEN) Якоб Ларсен (DEN)      | Данія           | 5:58.21 |
| 2     | Марк Елдред (GBR) Кріс Бартлі (GBR) Пітер Чемберс (GBR) Джонатан Клегг (GBR)                | Велика Британія | 6:01.27 |
| 3     | Спирідон Гіаннарос (GRE) Панайотіс Магданіс (GRE) Стефанос Фускос (GRE) Іоанніс Петру (GRE) | Греція          | 6:05.27 |
| 4     | Тобіас Францманн (GER) Йонатан Кох (GER) Лукас Шефер (GER) Ларс Віхерт (GER)                | Німеччина       | 6:14.87 |

#### Заїзд 3
| Місце | Спортсмени                                                                        | Збірна        | Час     |
| ----- | --------------------------------------------------------------------------------- | ------------- | ------- |
| 1     | Алістер Бонд (NZL) Джеймс Хантер (NZL) Джеймс Лассче (NZL) Пітер Тейлор (NZL)     | Нова Зеландія | 6:03.34 |
| 2     | Ентоні Фейден (USA) Едвард Кінг (USA) Тайлер Нейз (USA) Робін Прендес (USA)       | США           | 6:05.61 |
| 3     | Бйорн ван дер Енде (NED) Йорт ван Геннеп (NED) Тім Хейброк (NED) Йоріс Пійс (NED) | Нідерланди    | 6:07.88 |
| 4     | Брендан Годж (CAN) Максвелл Латтімер (CAN) Ніколас Претт (CAN) Ерік Вельфль (CAN) | Канада        | 6:19.44 |

### Відбірковий етап
З відбіркового заїзду у півфінал проходило три екіпажи. Остання команда займає 13-е місце.
| Місце | Спортсмени                                                                        | Збірна    | Час     |
| ----- | --------------------------------------------------------------------------------- | --------- | ------- |
| 1     | Томас Барух (FRA) Тібо Колар (FRA) Гійом Рено (FRA) Франк Сольфоросі (FRA)        | Франція   | 6:01.18 |
| 2     | Тобіас Францманн (GER) Йонатан Кох (GER) Лукас Шефер (GER) Ларс Віхерт (GER)      | Німеччина | 6:03.29 |
| 3     | Іржи Копач (CZE) Ян Ветешнік (CZE) Ондржей Ветешнік (CZE) Мірослав Враштіл (CZE)  | Чехія     | 6:04.30 |
| 4     | Брендан Годж (CAN) Максвелл Латтімер (CAN) Ніколас Претт (CAN) Ерік Вельфль (CAN) | Канада    | 6:05.35 |

### Півфінали
Перші три екіпажи з кожного заїзду проходять у фінал А, інші потрапляють у фінал В.

#### Заїзд 1
| Місце | Спортсмени                                                                        | Збірна          | Час     |
| ----- | --------------------------------------------------------------------------------- | --------------- | ------- |
| 1     | Мартіно Горетті (ITA) Лівіо Ла Падула (ITA) Стефано Оппо (ITA) П'єтро Рута (ITA)  | Італія          | 6:06.56 |
| 2     | Томас Барух (FRA) Тібо Колар (FRA) Гійом Рено (FRA) Франк Сольфоросі (FRA)        | Франція         | 6:07.32 |
| 3     | Алістер Бонд (NZL) Джеймс Хантер (NZL) Джеймс Лассче (NZL) Пітер Тейлор (NZL)     | Нова Зеландія   | 6:08.96 |
| 4     | Марк Елдред (GBR) Кріс Бартлі (GBR) Пітер Чемберс (GBR) Джонатан Клегг (GBR)      | Велика Британія | 6:10.46 |
| 5     | Бйорн ван дер Енде (NED) Йорт ван Геннеп (NED) Тім Хейброк (NED) Йоріс Пійс (NED) | Нідерланди      | 6:12.87 |
| 6     | Тобіас Францманн (GER) Йонатан Кох (GER) Лукас Шефер (GER) Ларс Віхерт (GER)      | Німеччина       | 6:18.43 |

#### Заїзд 2
| Місце | Спортсмени                                                                                  | Збірна    | Час     |
| ----- | ------------------------------------------------------------------------------------------- | --------- | ------- |
| 1     | Маріо Гір (SUI) Сімон Ніпманн (SUI) Сімон Шюрх (SUI) Лукас Трамер (SUI)                     | Швейцарія | 6:17.85 |
| 2     | Якоб Барсее (DEN) Мортен Єргенсен (DEN) Каспер Вінтер Єргенсен (DEN) Якоб Ларсен (DEN)      | Данія     | 6:19.62 |
| 3     | Спирідон Гіаннарос (GRE) Панайотіс Магданіс (GRE) Стефанос Фускос (GRE) Іоанніс Петру (GRE) | Греція    | 6:23.95 |
| 4     | Ентоні Фейден (USA) Едвард Кінг (USA) Тайлер Нейз (USA) Робін Прендес (USA)                 | США       | 6:26.82 |
| 5     | Цзінь Вей (CHN) Цзао Цзінбінь (CHN) Юй Ченцан (CHN) Ван Тєсінь (CHN)                        | КНР       | 6:27.27 |
| 6     | Іржи Копач (CZE) Ян Ветешнік (CZE) Ондржей Ветешнік (CZE) Мірослав Враштіл (CZE)            | Чехія     | 6:33.43 |

### Фінали

#### Фінал В
| Місце | Спортсмени                                                                        | Збірна          | Час     |
| ----- | --------------------------------------------------------------------------------- | --------------- | ------- |
| 7     | Марк Елдред (GBR) Кріс Бартлі (GBR) Пітер Чемберс (GBR) Джонатан Клегг (GBR)      | Велика Британія | 6:31,54 |
| 8     | Цзінь Вей (CHN) Цзао Цзінбінь (CHN) Юй Ченцан (CHN) Ван Тєсінь (CHN)              | КНР             | 6:32,78 |
| 9     | Тобіас Францманн (GER) Йонатан Кох (GER) Лукас Шефер (GER) Ларс Віхерт (GER)      | Німеччина       | 6:35,83 |
| 10    | Ентоні Фейден (USA) Едвард Кінг (USA) Тайлер Нейз (USA) Робін Прендес (USA)       | США             | 6:36,93 |
| 11    | Бйорн ван дер Енде (NED) Йорт ван Геннеп (NED) Тім Хейброк (NED) Йоріс Пійс (NED) | Нідерланди      | 6:37,28 |
| 12    | Іржи Копач (CZE) Ян Ветешнік (CZE) Ондржей Ветешнік (CZE) Мірослав Враштіл (CZE)  | Чехія           | 6:43,52 |

#### Фінал А
| Місце | Спортсмени                                                                                  | Збірна        | Час     |
| ----- | ------------------------------------------------------------------------------------------- | ------------- | ------- |
| 1     | Маріо Гір (SUI) Сімон Ніпманн (SUI) Сімон Шюрх (SUI) Лукас Трамер (SUI)                     | Швейцарія     | 6:20,51 |
| 2     | Якоб Барсее (DEN) Мортен Єргенсен (DEN) Каспер Вінтер Єргенсен (DEN) Якоб Ларсен (DEN)      | Данія         | 6:21,97 |
| 3     | Томас Барух (FRA) Тібо Колар (FRA) Гійом Рено (FRA) Франк Сольфоросі (FRA)                  | Франція       | 6:22,85 |
| 4     | Мартіно Горетті (ITA) Лівіо Ла Падула (ITA) Стефано Оппо (ITA) П'єтро Рута (ITA)            | Італія        | 6:25,52 |
| 5     | Алістер Бонд (NZL) Джеймс Хантер (NZL) Джеймс Лассче (NZL) Пітер Тейлор (NZL)               | Нова Зеландія | 6:28,14 |
| 6     | Спирідон Гіаннарос (GRE) Панайотіс Магданіс (GRE) Стефанос Фускос (GRE) Іоанніс Петру (GRE) | Греція        | 6:36,47 |